# 白花独蒜兰
白花独蒜兰（学名：Pleione albiflora）为兰科独蒜兰属下的一个种。

## 扩展阅读
维基共享资源上的相關多媒體資源：白花独蒜兰
 維基物種上的相關：白花独蒜兰